# Agorius gracilipes
Espèce
Agorius gracilipes est une espèce d'araignées aranéomorphes de la famille des Salticidae.

## Distribution
Cette espèce est endémique de Sulawesi en Indonésie.

## Description
La femelle holotype mesure 6,5 mm.

## Publication originale
- Thorell, 1877 : Studi sui Ragni Malesi e Papuani. I. Ragni di Selebes raccolti nel 1874 dal Dott. O. Beccari. Annali del Museo Civico di Storia Naturale di Genova, vol. 10, p. 341-637  (texte intégral).